# Ingemar Hedberg
Ingemar Hedberg (Örebro, 1920. március 8. – Stockholm, 2019. május 19.) olimpiai ezüstérmes svéd kajakozó.

## Pályafutása
Az 1950-es koppenhágai világbajnokságon három versenyszámban nyert aranyérmet. Az 1952-es helsinki olimpián kajak kettes 1000 méteren Lars Glasserrel ezüstérmes lett.

## Sikerei, díjai
- Olimpiai játékok – K-2 1000 m
  - ezüstérmes: 1952, Helsinki
- Világbajnokság
  - aranyérmes (3): 1950 (K K-1 4 × 500 m, K-2 500 m, K-2 1000 m)